# Gnomidolon lansbergei
Gnomidolon lansbergei là một loài bọ cánh cứng trong họ Cerambycidae.